# Claudio Bernardi
Claudio Bernardi (Cortina d'Ampezzo, 10 luglio 1958) è un ex bobbista italiano, atleta ampezzano attivo a nella prima metà degli anni ottanta.

## Carriera agonistica

### Nazionale
Nel 1980 entrò a far parte della nazionale italiana di bob partecipando ai campionati europei di bob disputati a St. Moritz dove si piazzò al quinto posto. Un altro buon risultato con la maglia della nazionale lo fece al Trofeo Carpazzi nel 1982 dove arrivò settimo. Nel 1984 partecipa alle gare del circuito di Coppa del Mondo di bob.

### Campionato italiano
Atleta del Bob Club Cortina vinse nel 1980 una medaglia di bronzo ai campionati italiani di bob a due nel ruolo di frenatore in coppia con il pilota M. Menardi. Nel 1984 con l'equipaggio guidato dal pilota Aldo d'Andrea vince un'altra medaglia di bronzo nel bob a quattro e nel 1986 vince una medaglia d'argento sempre nei campionati italiani ma di bob a quattro e questa volta nel ruolo di pilota.